# أناستازيا كوزيفنيكوفا
أناستازيا دميتريفنا كوزيفنيكوفا (الأوكرانية: Анастасия Дмитривна Кожевникова ؛ من مواليد 26 مارس 1993) مغنية وكاتبة أغاني أوكرانية وعضو سابق في فرقة الفتيات نو فيرجوس.

## روابط خارجية
- أناستازيا كوزيفنيكوفا على إنستغرام